# Pastorale de Tailleferre
Pour les articles homonymes, voir Pastorale (Tailleferre).
La Pastorale est une œuvre de musique de chambre de la compositrice française Germaine Tailleferre, écrite en 1942.

## Contexte et création
Germaine Tailleferre écrit sa Pastorale pour flûte ou violon et piano.